# Celendín (provincie)
| Celendín                                                  | Celendín                               |
| --------------------------------------------------------- | -------------------------------------- |
| Vedere asupra provinciei                                  |                                        |
| Harta localizării provinciei în cadrul regiunii Cajamarca |                                        |
| Informații generale                                       |                                        |
| Nume nativ                                                | Provincia de Celendín                  |
| Țară                                                      | Peru                                   |
| Regiune                                                   | Cajamarca                              |
| Fondare                                                   | 20 septembrie 1862                     |
| Primar                                                    | Mauro Siles Arteaga García (2011-2014) |
| - Capitală                                                | Celendín                               |
| - Suprafață totală                                        | 2641,59 km2                            |
| - Districte                                               | 12                                     |
| Populație                                                 |                                        |
| An recensământ                                            | 2007                                   |
| - Totală                                                  | 88 508                                 |
| - Densitate                                               | 33,51/km2                              |
| Fus orar                                                  | UTC-5                                  |
| Sit web                                                   | http://www.municelendin.gob.pe         |
| UBIGEO                                                    | 0603                                   |
| Modifică text                                             |                                        |

Celendín este una dintre cele treisprezece provincii din regiunea Cajamarca din Peru. Capitala este orașul Celendín. Se învecinează cu provinciile Chota, San Marcos, Cajamarca și Hualgayoc, și cu regiunea Amazonas.

## Diviziune teritorială
Provincia este divizată în 12 districte (spaniolă: distritos, singular: distrito):
- Celendín
- Chumuch
- Cortegana
- Huasmin
- Jorge Chávez
- José Gálvez
- La Libertad de Pallán
- Miguel Iglesias
- Oxamarca
- Sorochuco
- Sucre
- Utco